# Lagamar
Lagamar – miasto i gmina w Brazylii, w stanie Minas Gerais.